# Ukraine Air Alliance
A Ukraine Air Alliance 1992-ben alapított ukrán légitársaság, amely teher- és charterjáratok üzemeltetésével foglalkozik. Központja Kijevben található. Bázisrepülőterei a Boriszpili repülőtér, hubként használja továbbá a Kijevi nemzetközi repülőteret.
A légitársaságot 1992. február 28-án alapították, majd 1993-ban kezdte meg a működését. A részvénytársasági formában működő légitársaság az első ukrán légitársaságok között volt, amely nemzetközi légifuvarozási engedélyt kapott. A cég Európába, Afrikába és Ázsiába repül charterjáratokat, légi személy- és teherfuvarozást egyaránt végez. A társaság gyakran végez légi szállítást az ENSZ és a NATO számára is.
Eddigi működése során a légitársaság 10 repülőgéptípust üzemeltetett, többek között An–24, An–26, An–32, An–74, An–124–100 és Il–76-os repülőgépeket. 2012-től kezdtek átállni az An–12-es szállító repülőgépek használatára. 2019. szeptemberi állapot szerint a társaság flottáját hét darab An–12 szállító repülőgép alkotta. Ezek átlagos életkora ekkor 52 év volt. 
2019. október 4-én a légitársaság UR-CAH lajstromjelű An–12-es gépe a lvivi Danilo Halickij repülőtér közelében leszállás közben az üzemanyag kifogyása miatt földnek ütközött és összetört, az ütközés során a 10 tonnányi teher elmozdult és összeroncsolta a pilótafülkét. Emiatt a személyzet öt tagja életét vesztette. Az Európai Repülésbiztonsági Ügynökség másnap, 2019. október 5-én visszavonta a légitársaság repülési engedélyét Európában.